# Farsa de Zhemao
Entre 2012 e 2022, Zhemao (chinês: 折毛, pinyin: Zhémáo), uma editora da Wikipédia chinesa, criou mais de 200 artigos interconectados sobre aspectos falsificados da história medieval russa, configurando uma das maiores farsas da história da Wikipédia. Combinando pesquisa e fantasia, os artigos adicionavam elementos fictícios na história de pessoas reais. Zhemao utilizava tradução automática para compreender fontes em russo  enquanto inventava detalhes elaborados para preencher as brechas da tradução. Ele iniciou essa prática em 2010 em tópicos da história chinesa, mas passou à história russa em 2012, e às interações políticas entre estados eslavos medievais em particular. Muitos de seus artigos falsificados foram criados para preencher os detalhes de suas invenções iniciais. Zhemao escapou da detecção por décadas através da obtenção da confiança da comunidade: fingindo ser uma acadêmica da história russa, usando contas sockpuppet para simular apoio, e explorando a boa fé da comunidade ao utilizar fontes obscuras na elaboração do conteúdo.
Um novelista chinês descobriu a rede de artigos falsificados numa publicação online em junho de 2022, depois de ficar inicialmente intrigado com a narrativa presente no artigo sobre a mina de ouro na cidade de Kashin, cujas fontes descobriu serem inverificáveis. Zhemao publicou uma apologia no mesmo mês e revelou não ser uma acadêmica e nem mesmo fluente em inglês ou russo. Ela justificou o uso de sockpuppets por sua solidão e falta de relações sociais. Editores voluntários rapidamente bloquearam suas contas e deletaram as farsas, apesar de que a limpeza durou mais de um mês. O incidente renovou as dúvidas sobre a reputação e confiabilidade da Wikipédia. Algumas publicações online apelidaram Zhemao de o "Borges chinês", e expressaram interesse em ler seu trabalho enquanto ficção.

## Farsa

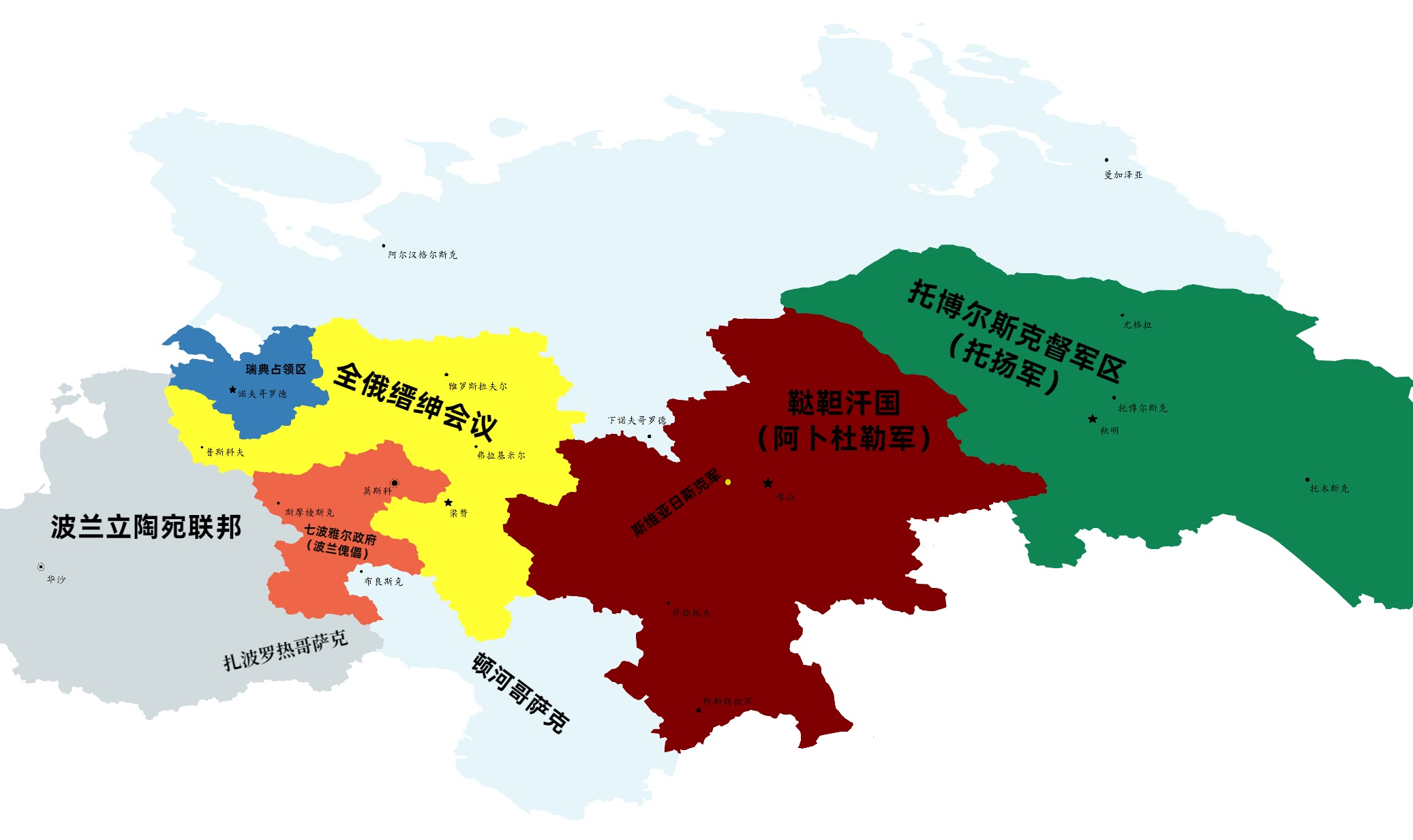
Mapa fictício desenhado por Zhemao.

Entre 2012 e 2022, uma usuário chamada Zhemao criou mais de 200 artigos interconectados na Wikipédia chinesa sobre eventos falso da história russa medieval. Suas elaborações eram abrangentes e continham referências, apesar de que algumas dessas eram falsas. Por exemplo, ela citou a obra de 29 volumes do historiador Sergey Solovyov, História da Rússia desde o princípio, uma obra realmente existente, porém, a edição chinesa citada inexiste. A rede de artigos era centrada em torno da mina de prata de Kashin e as relações políticas entre os "príncipes de Tver" e os "Duques de Moscou". A maior dos falsos artigos de Zhemao, próximo de uma novela em termos de tamanho, narrava três revoltas tártaras fictícias, supostamente ocorridas no século XVII, e era repleto de mapas customizados desenhados pela usuária. Outro artigo mostrava imagens de moedas raras que ela atribuía a arqueólogos russos. Outro artigo exibia imagens de moedas raras cuja descoberta foi atribuída a arqueólogos russos. Seus artigos incluíam detalhes elaborados sobre moedas e utensílios alimentares.
As histórias alternativas de Zhemao iniciaram em 2010, com detalhes fictícios sobre o oficial Heshen da dinastia Qing. Dois anos depois, ela se voltou à história russa, com tópicos na biografia de Alexandre I antes de expandir para a história russa geral, principalmente em torno de estados eslavos medievais. Zhemao declarou posteriormente que seus artigos inventados tinham o propósito de preencher as brechas das fabricações iniciais.
Zhemao ganhou a confiança da comunidade ao enquadrar-se como acadêmica. Ela declarou ter um Ph.D. em história mundial pela Universidade Estatal de Moscovo e ser filha de um diplomata chinês na Rússia, casada com um homem russo. Seu perfil incluía uma petição por seu marido fictício relacionada à invasão da Ucrânia pela Rússia em 2022. Um editor veterano da Wikipédia Chinesa, John Yip, reconheceu Zhemao com uma medalha wiki no início de 2022, para agradecer por seu trabalho. Entretanto, Zhemao utilizou pelo menos três contas falsas para dar às suas edições uma aparência de apoio. Ela conversou, em pelo menos uma ocasião, com uma conta paralela que controlava. Uma dessas contas se apresentava como um doutorando da Universidade de Pequim com especialidade em história russa e dizia ter uma relação externa com Zhemao. Essas contas paralelas também contribuíram para a rede de falsificações sobre a história chinesa e russa.

## Detecção
Zhemao: Como diz o ditado, para defender uma mentira, você deve contar mais mentiras. 
O novelista Yifan cruzou com o artigo de Zhemao sobre a mina de prata de Kashin, durante um pesquisa para seu livro, e ficou intrigado com os detalhes, que incluíam uma contextualização na história social da cidade, informações sobre a composição do solo, e processos de refinação. Ele percebeu, por outro lado, que os artigos equivalentes na Wikipédia em Russo eram ou muito menores ou não existiam. Os artigos chineses incluíam pessoas e detalhes não encontrados em outras Wikis. A referência sobre técnicas medievais de mineração levavam para um artigo sobre mineração moderno e automatizada. Kashin existe, porém a mina de prata não. Quando Yifan solicitou que  falantes de russo verificassem os detalhes, algumas das referências utilizadas não foram encontradas, mencionando páginas inexistentes de livros reais, ou livros inteiramente fictícios. Uma maior investigação nos artigos de Zhemao sobre batalhas eslávicas também encontraram detalhes inexistentes em registros históricos russos. Yifun publicou suas conclusões em um site chinês de perguntas e respostas chamado Zhihu, em junho de 2022.
Zhemao publicou uma apologia na Wikipédia em Inglês no mesmo mês, explicando que suas ações, inicialmente inofensivas, cresceram além do controle. Ela explicou sua vida de dona de casa, e que não possuía formação acadêmica nenhuma, nem era fluente em inglês ou russo. Incapaz de ler o material das fontes, ela incrementou os resultados dos softwares de tradução com sua própria imaginação, que levou à elaborações estendidas de ficção. Zhemao justificou seu uso de contas paralelas com base em sua solidão, utilizando-os como amigos imaginárias ou cosplays na ausência de relações sociais e por causa das frequentes viagens à trabalho de seu marido. Ela pediu desculpas aos acadêmicos de história russa, e prometeu encontrar outro afazer ao invés de continuar suas fabricações.

## Desdobramentos
Um grupo de voluntários da Wikipédia revisaram as edições de Zhemao em mais de 300 artigos. Alguns consultaram especialistas nos tópicas para separar os fatos da ficção. A maioria dos artigos criados foram deletados em 17 de junho. Suas múltiplas contas foram permanentemente bloqueadas, e os voluntários continuaram a revisar edições por mais um mês.
A farsa criada por Zhemao configura uma das maiores na história da Wikipédia, onde explorou as brechas das práticas padrões da enciclopédia, em que os editores verificam a qualidades das fontes utilizadas nos conteúdos, como também a presença de plágio, mas raramente verificam se fontes obscuras sustentam o conteúdo do artigo. Editores da Wikipédia em chinês expressaram tristeza por terem sido enganados, por terem elogiado Zhemao e participado no desgaste da imagem da enciclopédia.
Múltiplas publicações afirmaram a perda de oportunidade em não publicar as narrativas de Zhemao como ficção. Alguns sites apelidaram Zhemao de "Borges chinês".